# 朱启
朱启（1942年5月—），云南祥云人，1961年8月加入中国共产党，1960年1月入伍，中共中央党校经济管理专业函授毕业，中央党校大学学历。中國人民解放軍前高級將領。中共第十六届中央委员，第十一屆全國人大常委會委員。

## 履历
- 1960年1月至1964年6月，任陆军战士、连文书、班长；
- 1964年6月至1965年6月，任陆军营部书记、排长；
- 1965年6月至1971年6月，任陆军团司令部作训股参谋；
- 1971年6月至1979年10月，任陆军师司令部作训科副科长、科长；
- 1979年10月至1981年10月，任陆军师司令部副参谋长；
- 1981年10月至1984年7月，任陆军团长（期间：1982年9月至1984年7月在解放军军事学院完成班学习）；
- 1984年7月至1984年11月，任陆军师副师长；
- 1984年11月至1985年8月，任陆军师长；
- 1985年8月至1989年4月，任陆军集团军参谋长；
- 1989年4月至1990年6月，任陆军集团军副军长；
- 1990年6月至1994年3月，任贵州省军区司令员；
- 1994年3月至1996年1月，任陆军集团军军长；
- 1996年1月至1998年3月，成都军区参谋长；
- 1998年3月至2002年1月，任北京军区参谋长（期间：1996年8月至1998年12月在中共中央党校经济管理专业函授学习）
- 2002年1月至2007年任北京军区司令员。
- 2008年3月任第十一屆全國人大內務司法委員會委員。
- 1990年7月被授予少将军衔，1997年7月晋升为中将军衔，2004年6月晋升为上将军衔。